# Neo Rauch
Neo Rauch (ur. 18 kwietnia 1960 w Lipsku) – współczesny malarz niemiecki.

## Życiorys
Absolwent Wyższej Szkoły Grafiki i Sztuki Książki w Lipsku, z której wywodzi się styl w malarstwie zwany szkołą lipską. W latach 1993–1998 był asystentem w owej szkole, a w 2005 został w niej profesorem, zastępując swojego nauczyciela Arno Rinka. Swoje prace wystawiał na biennale weneckim w 2001, w São Paulo 2004, w paryskim Centrum Pompidou oraz nowojorskim Muzeum Sztuki Współczesnej (MoMA).
Neo Rauch w swoich pracach łączy codzienność z motywami socjalistycznej epoki NRD. Jego obrazy można oglądać w Muzeum Sztuk Pięknych w Lipsku (niem. Museum der bildenden Künste) oraz w wielu galeriach w Nowym Jorku, gdzie zdobył duże uznanie. Jego obraz Grota (niem. Grotte) uzyskał na aukcji w tym mieście cenę 390 tysięcy USD.
Popularność Raucha przyczyniła się zaistnienia nowej szkoły lipskiej.
W marcu 2011 otwarto w warszawskiej „Zachęcie” wystawę malarstwa Neo Raucha, której kuratorem była Joanna Kiliszek. Uprzednio twórczość Raucha była prezentowana w krakowskim Międzynarodowym Centrum Kultury w roku 2001.

## Odznaczenia i wyróżnienia
- Order Zasługi Saksonii-Anhaltu (2012)[1]
- Nagroda im. Vincenta van Gogha (2002)[2]

## Publikacje
- Neo Rauch Neo Rauch, Daniel Birnbaum, Lynne Cooke. Niemcy: Hatje Cantz 2003. ISBN 3-7757-1243-7
- Arbeiten auf Papier/Works on Paper 2003-2004 Rauch Neo. Niemcy: Hatje Cantz 2005. ISBN 3-7757-1501-0